# میمسا افتالمکنترا
میمسا افتالمکنترا (نام علمی: Mimosa ophthalmocentra) نام یک گونه از تیره باقلاییان است.